# Serpico (serie televisiva)
Serpico  è una serie televisiva statunitense in 15 episodi (più un pilot) trasmessi per la prima volta nel corso di una sola stagione dal 1976 al 1977.
È una serie drammatica basata sull'omonimo romanzo biografico di Peter Maas sulla vicende del detective della polizia Frank Serpico (da cui fu tratto anche il film Serpico con Al Pacino). La serie era stata preceduta da un episodio pilota della durata di 120 minuti trasmesso il 24 aprile 1976 sulla NBC. Il primo episodio regolare fu trasmesso il 24 settembre dello stesso anno.

## Trama
Frank Serpico, detective nella polizia di New York, esperto in travestimenti, oltre a combattere contro i criminali e ad infiltrarsi in pericolose missioni, si contrappone anche ad una falange di agenti corrotti all'interno dello stesso corpo di polizia. A seguito delle sue denunce, Serpico viene isolato e finanche minacciato.

## Personaggi e interpreti
- Agente Frank Serpico (16 episodi, 1976-1977), interpretato da David Birney.
- Tenente Tom Sullivan (16 episodi, 1976-1977), interpretato da Tom Atkins.
- Guzman (5 episodi, 1976-1977), interpretato da Nick Corello.
- Foster (3 episodi, 1976-1977), interpretato da Richard Foronjy.
- Arnold (3 episodi, 1976), interpretato da David Moody.

### Guest star
Tra le guest star: Billy Green Bush, Robert F. Lyons, Barbra Grant, Harry Davis, Sandy Faison, Tito Goya, Jim Boles, Ogen Talbot, John Wyler, Tony Lee Allen, Dan O'Herlihy, Stephen Macht, Arnold Moss, Mary Alice, Alexander Courtney, Marian Mercer, Jana Bellan, David Moody, Joey Green, Ralph Manza, Cloyce Morrow, Raymond O'Keefe, Jack Perkins, Ken Jones, Joan Crosby, Annette O'Toole, Tricia O'Neil, David Hurst, Carol Vogel, Frank Ramirez.

## Produzione
La serie fu prodotta da Paramount Television e girata a New York. Le musiche furono composte da Elmer Bernstein.

### Registi
Tra i registi sono accreditati:
- David Moessinger in 3 episodi (1976-1977)
- Steven Hilliard Stern in 2 episodi (1976-1977)
- Reza Badiyi in 2 episodi (1976)

### Sceneggiatori
Tra gli sceneggiatori sono accreditati:
- Peter Maas in 16 episodi (1976-1977)
- Richard Danus in 3 episodi (1976)
- Robert Dellinger in 3 episodi (1976)
- Robert M. Young in 2 episodi (1976)

## Distribuzione
La serie fu trasmessa negli Stati Uniti dal 24 aprile 1976 (pilot) e dal 24 settembre 1976 (1º episodio) al 19 novembre 1976 sulla rete televisiva NBC. In Italia è stata trasmessa prima sulle reti Rai e poi su Canale 5 con il titolo Serpico.
Alcune delle uscite internazionali sono state:
- negli Stati Uniti il 24 aprile 1976 (pilot)
24 settembre 1976 (1º episodio) (Serpico)
- nel Regno Unito il 12 febbraio 1977
- in Francia il 25 febbraio 1978 (Serpico)
- in Italia (Serpico)

## Episodi
| Stagione       | Episodi | Prima TV USA |
| -------------- | ------- | ------------ |
| Prima stagione | 16      | 1976-1977    |